# Aluízio Licínio de Miranda Barbosa
Aluízio Licínio de Miranda Barbosa (Brazília, Alto Rio Doce, Minas Gerais, 1916. július 3. – Brazíliaváros, 2013. szeptember 23.) - brazil geológus. A Minas Gerais-i Szövetségi Egyetem professzora.

## Életrajza
Diplomáját bányászat és mérnök szakon az Escola de Minas de Ouro Preto Egyetemen szerezte 1941-ben. Később évtizedekig a brazil Mineral Production Nemzeti Tanszéken (DNPM) dolgozott térképezés és geológiai területen.
A második világháború idején, csatlakozott az USA DNPM megállapodáshoz, később az Amerikai Egyesült Államok részére Brazíliában segítette a stratégiai ásványok geológiai feltárását.
1945-1965 között részt vett az USGS-DNPM programban, melynek során az akkoriban korszerű módszernek számító légi fényképezéssel készítettek térképet. A hatvanas évek végén Darcy Ribeiro Licínio professzor hívta meg, hogy  Viktor Leinz (University of São Paulo), Othon Leonardos H. (University of Rio de Janeiro) és másokkal együtt dolgozzon a Brazil Földtudományi Egyetemen.
Master of Science fokozatot szerzett a Pennsylvania State University és a doktori fokozatot a Brazil Egyetemen. Ösztöndíjat kapott a brazil Kutatási Tanácstól a gránit-migmatitic Skandináviában való feltérképezése céljából. Róla, az ő tiszteletére nevezték el a barbosalit ásványt.
Aluízio Licínio de Miranda Barbosa teljes jogú tagja a Brazil Földtani Társulatnak, ahol részt vett a  Revista Brasileira de Geociencias szerkesztőbizottságának munkájában, a geológia területén, ahol  rétegtani, történelmi geológia, gazdasági geológia, geokémiai, üledékes, magmás, metamorf és kőzettan területén.

## Munkái
- Barbosa, A. L. M., 1943. Mica o mineral da victoria. Observações Economicas e Financeiras, Year VII, no. 94.
- Barbosa, A. L. M., 1944. Mica in Governador Valadares. Mineração e Melalurgia, vol.8, no. 43, p. 29-34.
- Barbosa, A. L. M., 1956. A formação de engenheiros de minas e geólogos para a economia mineral do Brasil. Revista da Escola de Minas, vol. 20, no.5.
- Barbosa, A.L.M., 1961. Tectônica do Quadrilátero Ferrífero. Semana de Estudos Geológicos do Quadrilátero Ferrífero. Sociedade de Intercâmbio Cultural e Estudos Geológicos (SICEG), Boletim nº 1, p. 49-53. Ouro Preto.
- Barbosa, A. L. M., 1968. Contribuições recentes à geologia do Quadrilátero Ferrífero. Instituto de. Geociências, UFMG, 1985: 26p
- Barbosa, A. L. M. and Grossi Sad, J. H. 1973. Tectonic control of sedimentation and trace-element distribution in iron ores of central Minas Gerais, Brazil. In: SYMPOSIUM ON GENESIS OF PRECAMBRIAN IRON AND MANGANESE DEPOSITS, Kiev, 1970.Proceedings... Kiev, UNESCO, p. 125-131.
- Barbosa, A. L. M and Grossi Sad, J.H. 1973. The tectonic control of sedimentation in a major Precambrian basin of iron deposition, exemplified from central Minas Gerais, Brazil. In: Genesis of Precambrian iron and manganese deposits: Proceedings of the Kiev Symposium, 1970. Paris , UNESCO.
- Barbosa, A. L. M and Grossi Sad, J.H. 1983. Petrografia dos charnockitos e rochas afins ao longo da divisa Minas Gerais – Rio de Janeiro. Sociedade Brasileira de Geologia, Núcleo de Minas Gerais, Anais do II Simpósio de Geologia de Minas Gerais, Boletim no.3, pp. 63–74.
- Barbosa, A. L. M. , Ladeira, E. A. and Ferreira, C. M. 1983. Excursão geológica nos arredores de Ouro Preto e Marina: Estratigrafia e tectônica dos supergrupos Rio das Velhas e Minas nos Distritos de Ouro Preto e de Mariana e jazida de topázip imperial de Vermelhão, Saramenha. Sociedade Brasileira de Geologia, Núcleo de Minas Gerais, Anais do II Simpósio de Geologia de Minas Gerais, Boletim no.3, p. 478-482.
- Dorr, J. V. N II and Barbosa, A. L. M., 1963. Geology and ore deposits of the Itabira District, Minas Gerais, Brazil.U. S. Geological Survey Prof. Paper 341-C. Washington,DC, 110p.
- Dorr, J. V. N. II, Guild, P. W., and Barbosa, A. L. M., 1952. The iron ore deposits of Brasil: Origin of the Brazilian iron ores, Symposium sur les gisements de fer du Monde, v.1, p. 286-298, XIX International Geological Congress, Algiers.
- Dorr, J.V.N.II, Herz. N., Barbosa, A.L.M. and Simmons, G.C.,1959/1961.Outline of the Geology of the Quadrilátero Ferrífero, Minas Gerais, Brazil. Brasil, Departamento Nacional da Produção Mineral. Publicação Especial 1, 120p. Rio de Janeiro *:(In Engl. and Port.).
- Park, C.F., Dorr, J. V. N. II, Guild, P.W. and Barbosa, A. L. M., 1951. Manganese ores of Brazil. Economic Geology, vol.46, no.1.
- Pecora, W.T. and Barbosa, A.L.M., 1944. Jazidas de níquel e cobalto em São José do Tocantins, Goiás. Departamento Nacional da Produção Mineral, Div. Fom. Prod. Mineral, Rio de Janeiro. Boletim. 64: 70p.
- Pecora, W.T., Barbosa, A.L.M., Switzer, C., Myers, A.T. 1950. Structure and mineralogy of the Golconda pegmatite. American Mineralogist, vol.35, nos 9 and 10.
- Pecora, W.T., Klepper, M.R., Larrabee, D.M. (Geological Survey) and Barbosa, A.L.M., and Fraya, R. (Divisão de Fomento , Brazil). 1950. Mica deposits in Minas Gerais, Brazil. United States Geological Survey, Bulletin 964-C, 305pp. + ill.